# Apodrosus
Apodrosus (лат.) — род жуков-долгоносиков из подсемейства Entiminae.

## Распространение
Северная Америка: острова Карибского бассейна (Гаити, Куба и другие).

## Описание
Жуки-долгоносики мелких размеров, длина тела от 2 до 7 мм, часто металлического цвета (но не среди кубинских видов). Долгоносики без пронотальной постокулярной доли и посткулярных вибрисс, с хорошо развитыми плечевыми буграми и крыльями. Усики 12-члениковые. Нижнечелюстные щупики 3-члениковые, нижнегубные щупики состоят из трёх сегментов. Виды Apodrosus имеют сходство с представителями триб Anypotactini и Polydrusini; однако, Apodrosus можно отличить от Polydrusus и других родов Polydrusini по особой комбинации признаков, включая срединную борозду на голове, большую, голую и гладкую треугольную область, образованную эпистомом на роструме; наличие премукро; наличие срединной ямки на VII-м стернуме; и J- или Y-образная женская сперматека. Apodrosus, кроме того, отличается от неописанного, хотя, по-видимому, тесно связанного с ним рода, который также встречается на более высоких высотах в горах на Гаити благодаря наличию чётко ограниченного эпистома, хорошо развитых плечевых бугров надкрылий и полностью развитых крыльев. Наконец, Apodrosus отличается от Anypotactus Schoenherr наличием сросшихся (в отличие от свободных) простых субпараллельных когтей лапок.

## Классификация
Включает около 20 видов. Род был впервые выделен в 1922 году по типовому виду Apodrosus wolcotti Marshall, 1922
- Apodrosus adustus  Girón & Franz, 2010 (Багамские острова)
- Apodrosus alberti Anderson, 2017 (Куба, Granma, Parque Nacional Pico Turquino)[2]
- Apodrosus alternatus Anderson, 2017 (Куба, Guantánamo, El Yunque)
- Apodrosus andersoni  Girón & Franz, 2010 (Доминиканская Республика)
- Apodrosus artus  Girón & Franz, 2010 (Гаити, Пуэрто-Рико)
- Apodrosus beckeli Anderson, 2017 (Куба, Guantánamo)
- Apodrosus earinusparsus  Girón & Franz, 2010 (Гаити)
- Apodrosus empherefasciatus  Girón & Franz, 2010 (Багамские острова)
- Apodrosus epipolevatus  Girón & Franz, 2010 (Пуэрто-Рико)
- Apodrosus eximius  Girón & Franz, 2010 (Доминиканская Республика)
- Apodrosus franklyni Anderson, 2017 (Куба, Cienfuegos, Parque Nacional Pico San Juan)
- Apodrosus griseus Anderson, 2017 (Куба, Santiago de Cuba, Siboney-Jutici Ecological Reserve)
- Apodrosus mammuthus  Girón & Franz, 2010 (Пуэрто-Рико)
- Apodrosus mensurensis Anderson, 2017 (Куба, Holguin, Parque Nacional La Mensura-Piloto)
- Apodrosus pseudoalternatus Anderson, 2017 (Куба, Matanzas, Varahicacos)
- Apodrosus quisqueyanus  Girón & Franz, 2010 (Доминиканская Республика)
- Apodrosus sandersoni Anderson, 2017 (Куба, Guantánamo)
- Apodrosus stenoculus  Girón & Franz, 2010 (Доминиканская Республика)
- Apodrosus viridium  Girón & Franz, 2010 (Доминиканская Республика)
- Apodrosus wolcotti Marshall, 1922 (Пуэрто-Рико)
- Apodrosus zayasi Anderson, 2017 (Куба, Cienfuegos, Parque Nacional Pico San Juan).